# Asien
Asien er verdens største kontinent, med et areal på cirka 44,58 millioner km².
Kontinentet grænser mod nord, øst og syd til verdenshavet: Det Arktiske hav, Stillehavet og Det Indiske Ocean.
Afgrænsningen mellem Europa og Asien er ikke fast defineret, men angives typisk at gå gennem Uralbjergene, Uralfloden, det Kaspiske Hav, Kaukasus, Sortehavet, Bosporus, Marmarahavet og Dardanellerne (øst for Det Ægæiske Hav) og Det Røde Hav.
Man kan også sige det er superkontinentet Afrika-Eurasien uden Europa og Afrika.
Betegnelsen 'Asien' har været brugt siden oldtiden. Oprindelsen tilskrives det hittitiske assu (=solopgang, øst).

## Lande i Asien
| - Der er 50 lande i Asien - Afghanistan - Armenien - Aserbajdsjan (også i Europa) - Bahrain - Bangladesh - Bhutan - Brunei - Cambodja - Filippinerne - Forenede Arabiske Emirater - Georgien (også i Europa) - Indien - Indonesien - Irak - Iran - Israel - Japan | - Jordan - Kasakhstan (også i Europa) - Kina - Kirgisistan - Kuwait - Laos - Libanon - Malaysia - Maldiverne - Mongoliet - Myanmar (tidligere Burma) - Nepal - Nordkorea - Oman - Pakistan - Palæstina (områdets status omtvistet) | - Qatar - Rusland (også i Europa) - Saudi-Arabien - Singapore - Sri Lanka - Sydkorea - Syrien - Tadsjikistan - Taiwan - Thailand - Tibet (ifølge FN en del af Kina) - Turkmenistan - Tyrkiet (også i Europa) - Usbekistan - Vietnam - Yemen - Østtimor |

## Regioner i Asien
- Vestasien (også kaldet Sydvestasien og Nærøsten)
  - Mellemøsten (Nærorienten)
    - Lilleasien (Anatolien)
    - Cypern
    - Levanten
    - Den Arabiske Halvø
    - Kaukasus
    - Den Iranske højslette
- Sydasien (det Indiske Subkontinent)
- Sydøstasien
  - Indokina
  - Den Malayiske Halvø
- Centralasien
- Nordasien
- Østasien (Fjernøsten)